# ザーンダム

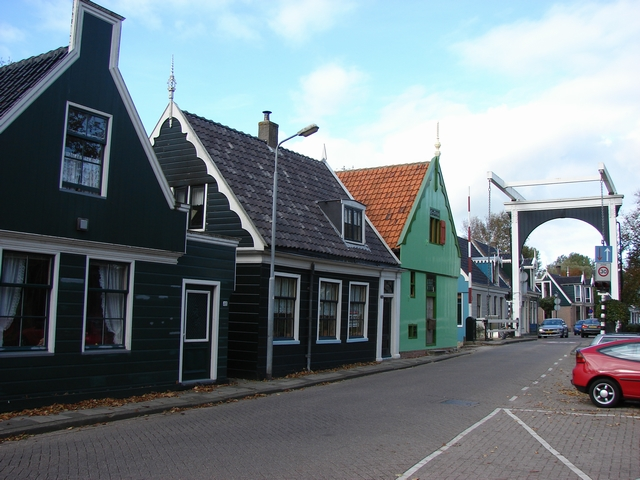
街並み

ザーンダム （蘭:Zaandam）は、オランダの北ホラント州 ザーンスタット基礎自治体内の地区の名前。

## 概要
ザーンダム地区は、ザーンスタット基礎自治体の中で最多の人口を擁しており、自治体の中心的地区である。1811年に基礎自治体としての権利が与えられて以降、1974年の基礎自治体再編前までは独立した基礎自治体（ヘメーンテ）であった。アムステルダム市の北に隣接し、その市街地中心との間は東西に横たわる北海運河で隔てられている。また、ザーンダム地区の中央を南北にザーン川が縦断している。
ザーン川の両岸には、かつて何千もの風車が建造され、造船や製紙業で用いられる木材を加工する製材工業が栄えた。現在ではアムステルダムに隣接したベッドタウンとして栄えており、多くの人がアムステルダム及び周辺地域へ通勤・通学している。
現在、ザーンダムにはオランダ最大のスーパーマーケットチェーンであるアルバート・ハインの本社があることでも有名である。

## こぼれ話
- ピョートル1世（ピョートル大帝）は、造船技術を習得するためにザーンダムで修業した[1]。
- 1928年アムステルダムオリンピックの日本選手団はザーンダムに宿舎を構えていた[2]。アムステルダム市街では選手が神経質になるだろうという山本忠興監督の配慮からザーンダムが選ばれた[3]。南部忠平は町の人が非常に親切にしてくれたと自伝に記している[3]。
- ヨーロッパで最初のマクドナルドが、1971年に、ここザーンダムに開業した。

## 観光

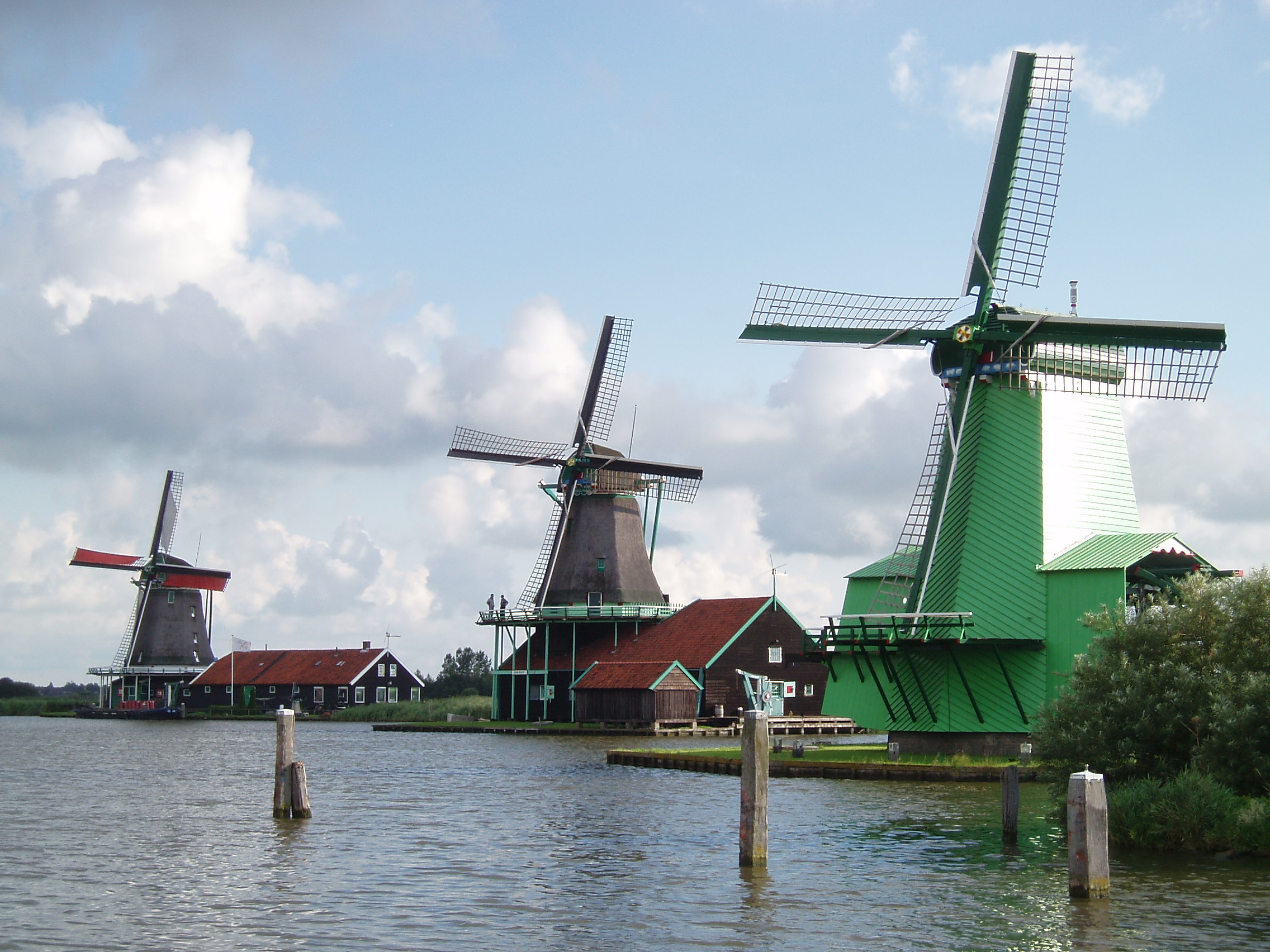
古い風車を保存している野外博物館ザーンセ・スカンス

- ピョートル1世が滞在した建物（Tsaar Peterhuisje）
- 野外博物館ザーンセ・スカンス

## 交通
主な交通機関は次の通り
- オランダ鉄道 ザーンダム駅（Station Zaandam）

アムステルダム中央駅まで所要時間約12分（運行間隔約10分に1本）
- Connexxionバス91系統

アムステルダム中央駅前 東バスターミナルまで所要時間約25分（運行間隔1時間に4本）
その他、北海運河を横切る渡船がGVBにより運行されているため、バスと渡船を乗り継いでアムステルダム市街地に向かうことも可能である。